# Mückenwiese
Der Weiler Mückenwiese, in der Region mundartlich die Mickewiss, gehört zur Ortsgemeinde Elmstein im rheinland-pfälzischen Landkreis Bad Dürkheim.

## Geographie

### Geographische Lage
Der Ort im äußersten Südwesten des Landkreises liegt mitten im Pfälzerwald auf 283 m Höhe am Speyerbach im Elmsteiner Tal. Von links in den Speyerbach münden rund einen Kilometer südwestlich der Enkenbach, im Ort selbst der Mückenbach und einen halben Kilometer östlich der Weltersbach. Nordwestlich des Ortes erhebt sich der 516 m hohe Mückenberg, der zum Gebirgsteil der Unteren Frankenweide gehört.

### Umgebung
Nächstgelegene Ortschaften sind etwa fünfeinhalb Kilometer nach Osten der Hauptort der Gemeinde und einen Kilometer nach Westen der Ortsteil Speyerbrunn.

## Geschichte
Der Weiler entstand um das Jahr 1735. Sein Name bezieht sich vermutlich darauf, dass auf den feuchten Wiesen entlang den nahen Bachläufen während der Sommerzeit zahlreiche Mücken und Fliegen leben, die vor Ort sämtlich Mücken genannt werden.
Die Einwohner waren anfangs Waldarbeiter oder in der Holzverarbeitung Beschäftigte. 1928 hatte Mückenwiese 48 Einwohner, die in sieben Wohngebäuden lebten. Sowohl die Katholiken als auch die Protestanten gehörten seinerzeit zur jeweiligen Pfarrei von Elmstein.

## Kultur und Natur
Am Eingang in das Tal des nahen Weltersbachs stehen die Rittersteine 109 und 110. Beide tragen den Namen Welterstal; die entsprechende Inschrift ist in beiden Fällen in vorhandene Felsen eingemeißelt. Ersterer markiert den westlichen und letzterer den östlichen Taleingang. Am Eingang in das Enkenbachtal wurde der Ritterstein 112 aufgestellt, der auf das 1883 aufgelassene Forsthaus Mückenwies hinweist.
Südlich des Siedlungsgebiets befinden sich mit dem Stählerbrunnen – einer gefassten Quelle – und dem auffällig geformten Felsen Kurfürstenstuhl zwei Naturdenkmale. Der Kurfürstenstuhl wurde vom Pfälzerwald-Verein als Ritterstein 253 bezeichnet.

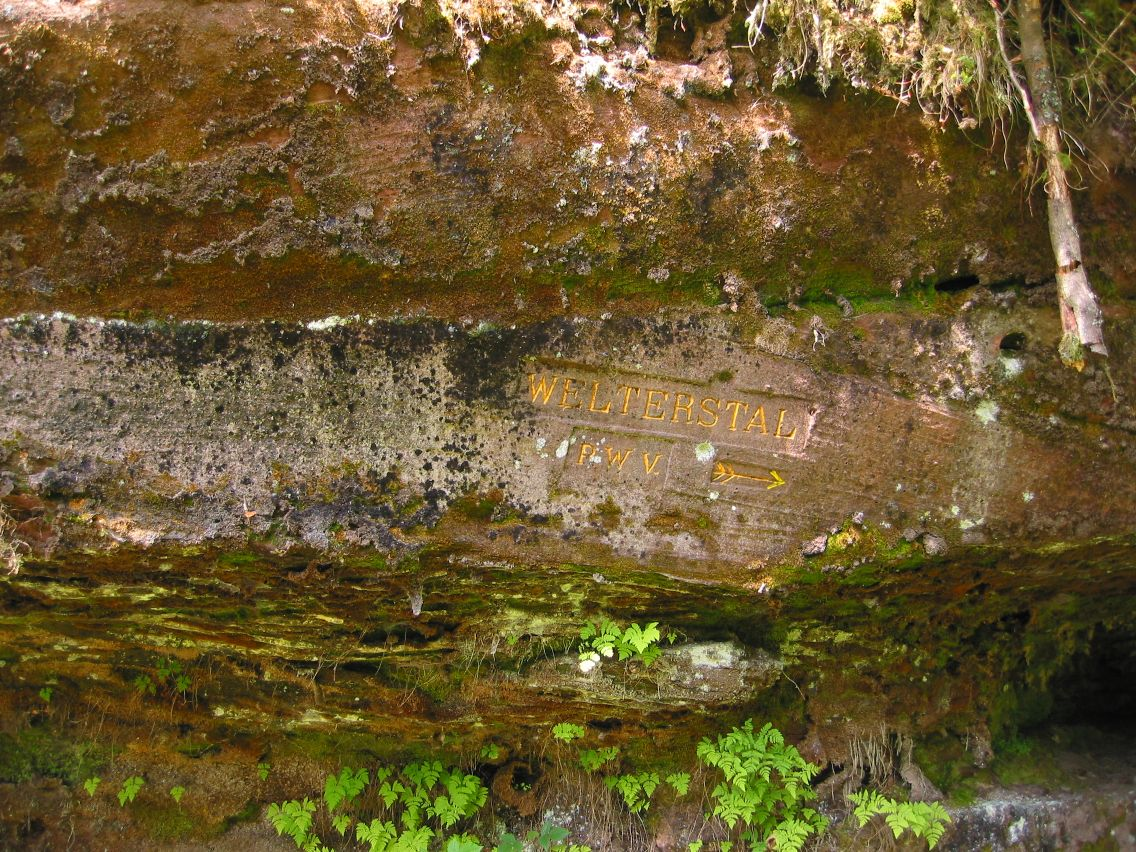
Ritterstein 109
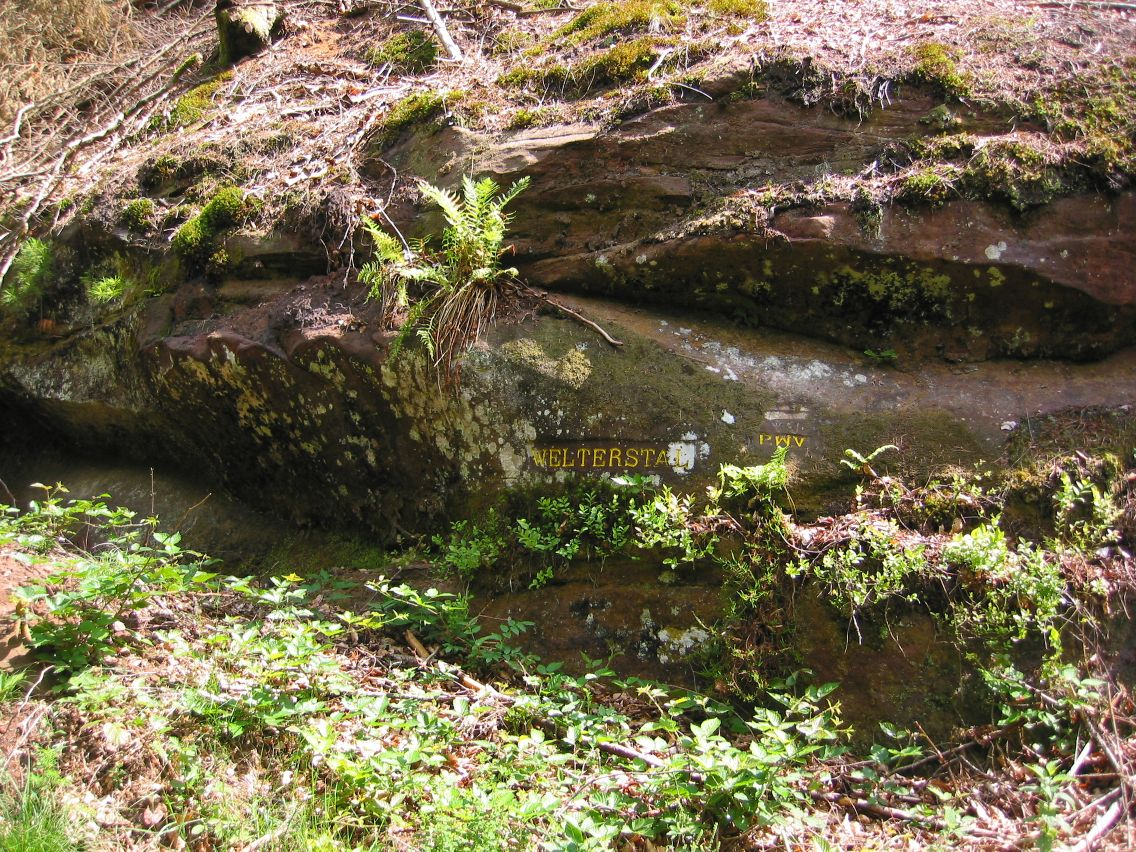
Ritterstein 110
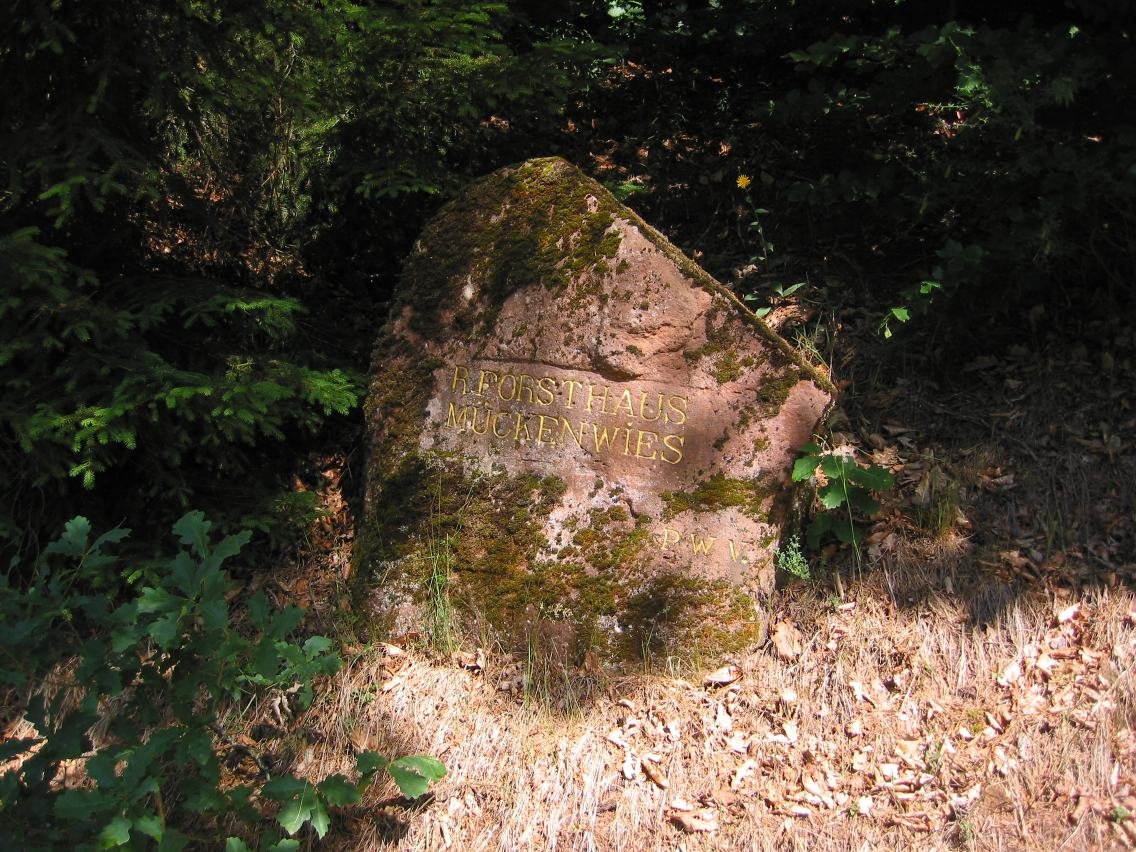
Ritterstein 112
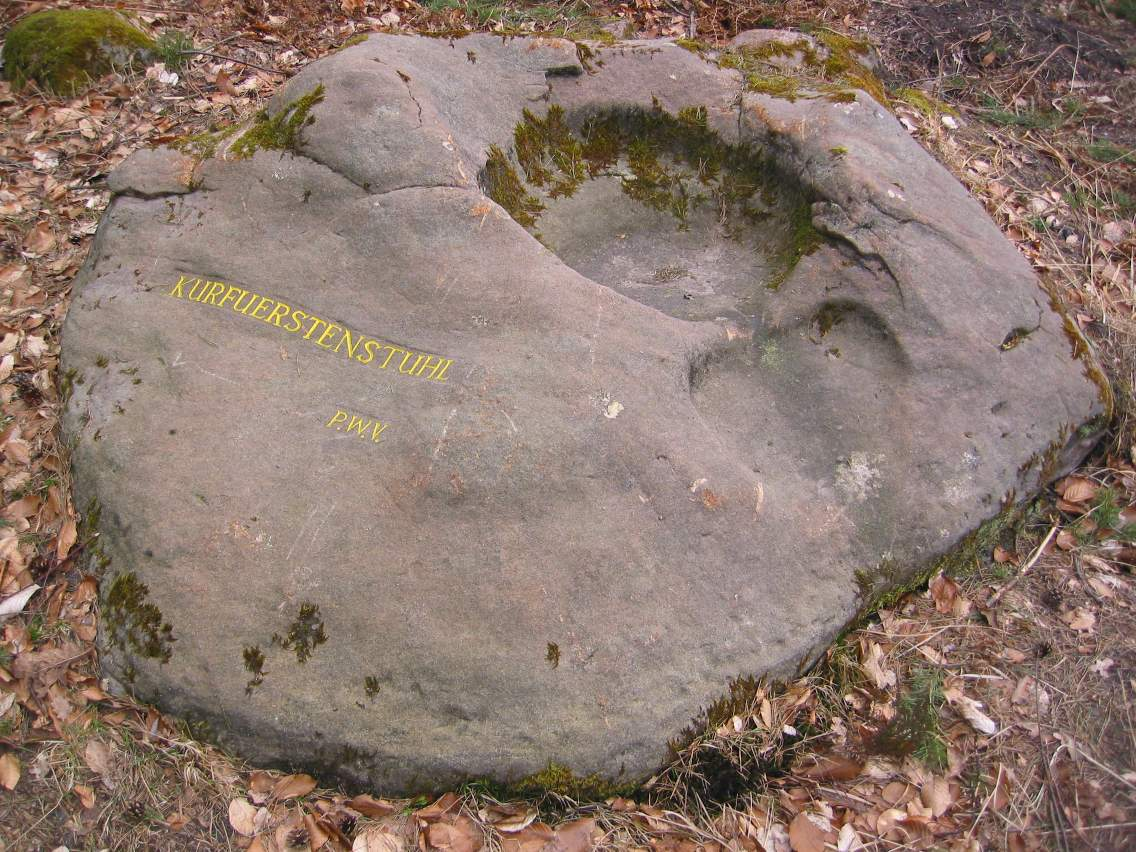
Kurfürstenstuhl als Ritterstein 253

## Wirtschaft und Infrastruktur

### Wirtschaft

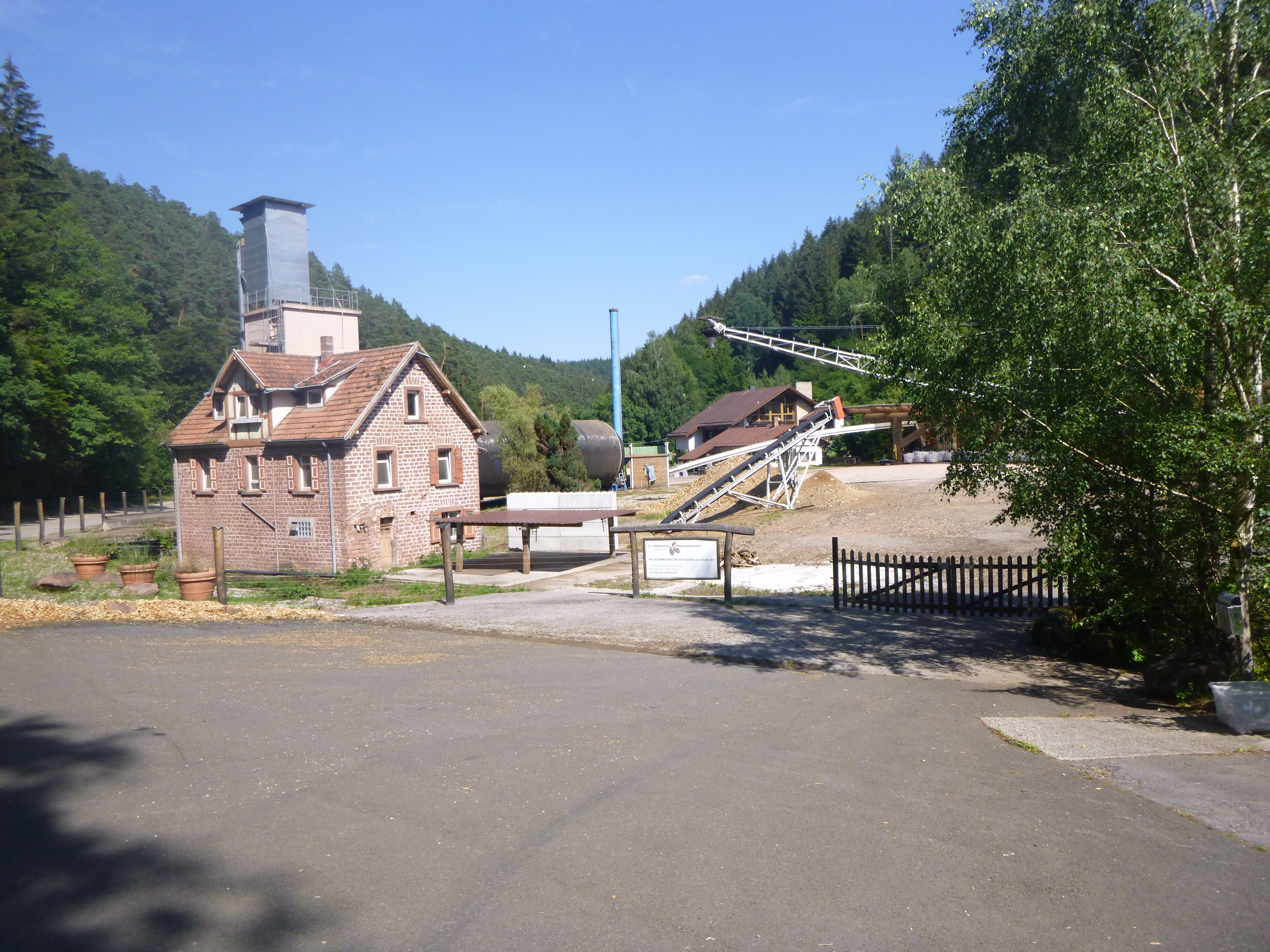
Gelände der Firma J. J. Artmann Holzwerkstatt GmbH

Haupterwerbszweige waren früher die Forstwirtschaft und der örtliche Sägewerkbetrieb, der seine Energie lange Zeit aus der Wasserkraft des Speyerbachs bezog. Mit der insolvenzbedingten Schließung des Werks der Firma Wollmann, des letzten im Elmsteiner Tal, Anfang 2011 ging eine fast drei Jahrhunderte dauernde Ära zu Ende. Im Anschluss bezog die J. J. Artmann Holzwerkstatt GmbH das Gelände, die dort seither Holzprodukte herstellt.

### Verkehr und Tourismus
Mückenwiese liegt an der Landesstraße 499, die den Ort mit Waldfischbach-Burgalben sowie mit Frankeneck verbindet. Die Buslinie 517 des Verkehrsverbunds Rhein-Neckar, die von Neustadt an der Weinstraße über Lambrecht nach Iggelbach fährt, verkehrt während der Sommersaison zusätzlich über Johanniskreuz, Speyerbrunn und Mückenwiese.
Durch den Ort führt die Route eines Wanderwegs, der mit einem blau-gelben Balken  markiert ist und unter anderem die Verbindung mit Lauterecken und Sankt Germanshof schafft.